# Frank Bernard Dicksee

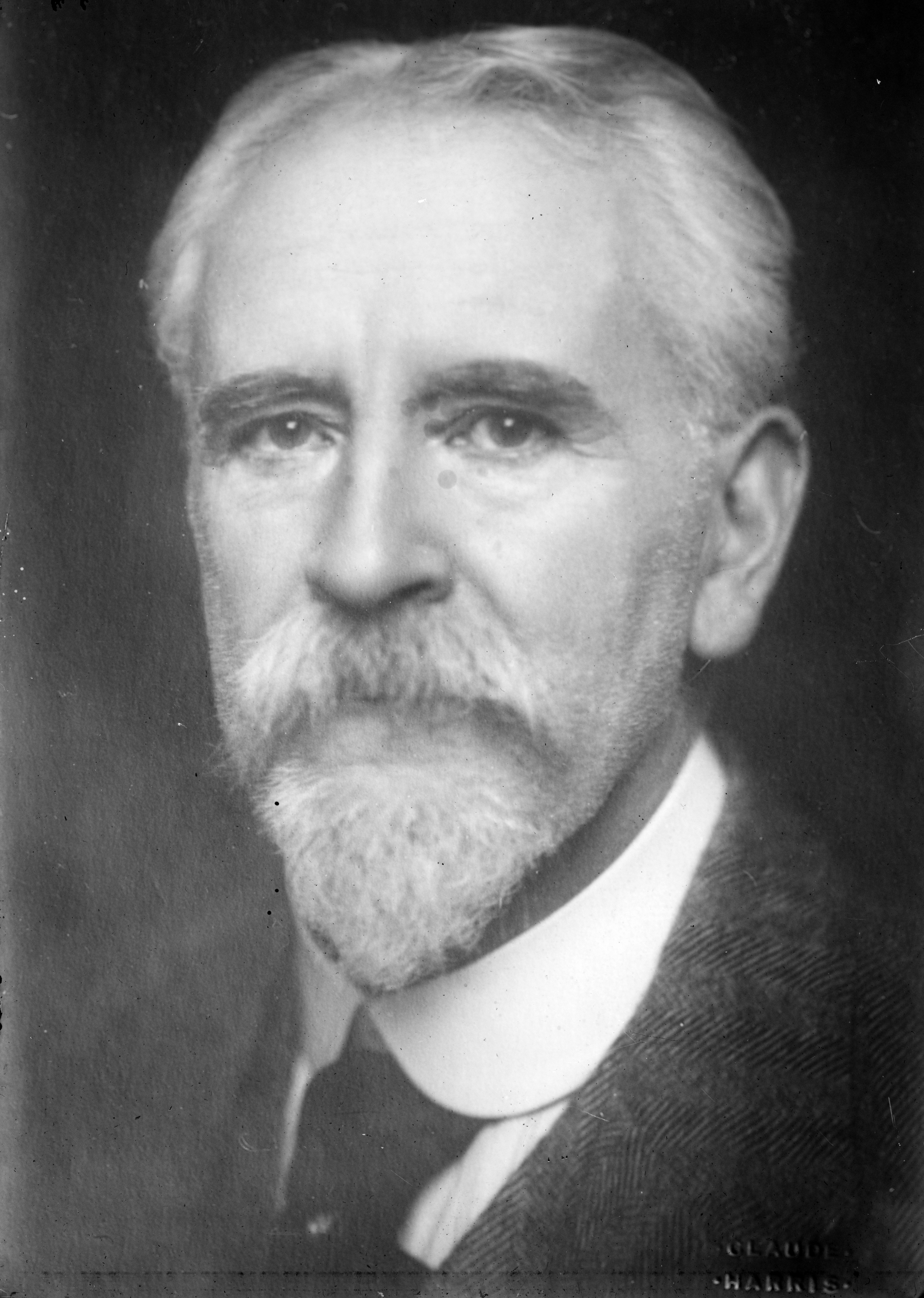
Frank Bernard Dicksee

Sir Francis Bernard Dicksee KCVO (* 27. November 1853 in London; † 17. Oktober 1928 ebenda) war ein englischer Maler und Illustrator des viktorianischen Zeitalters.

## Leben
Sein Vater Thomas Dicksee war ebenfalls Maler, der Francis, als auch seinen Bruder Herbert und seine Schwester bereits in jungen Jahren unterrichtete. Im Jahr 1870 schrieb er sich in der Royal Academy ein und erlangte früh großen Ruhm. In die Akademie wurde er 1891 gewählt und 1927 mit dem Amt des Präsidenten betraut. Im Jahr 1925 wurde er zum Knight Bachelor geschlagen und 1927 von König Georg V. zum Knight Commander des Royal Victorian Order ernannt.
Im Jahr 1893 entstand das Werk The Funeral of a Viking, welches in der Manchester Art Gallery aufbewahrt wird, nachdem es 1928 von Arthur Burton in Erinnerung an seine Mutter dort vorgestellt wurde. Viktorianische Kunstkritiker beurteilten das Werk sowohl positiv als auch negativ, für seine Perfektion als Vorzeigewerk beziehungsweise für seine dramatische Inszenierung. Die schwedische Metal-Band Bathory verwendete das Werk als Titelbild für ihr im Jahr 1990 erschienenes Album Hammerheart.

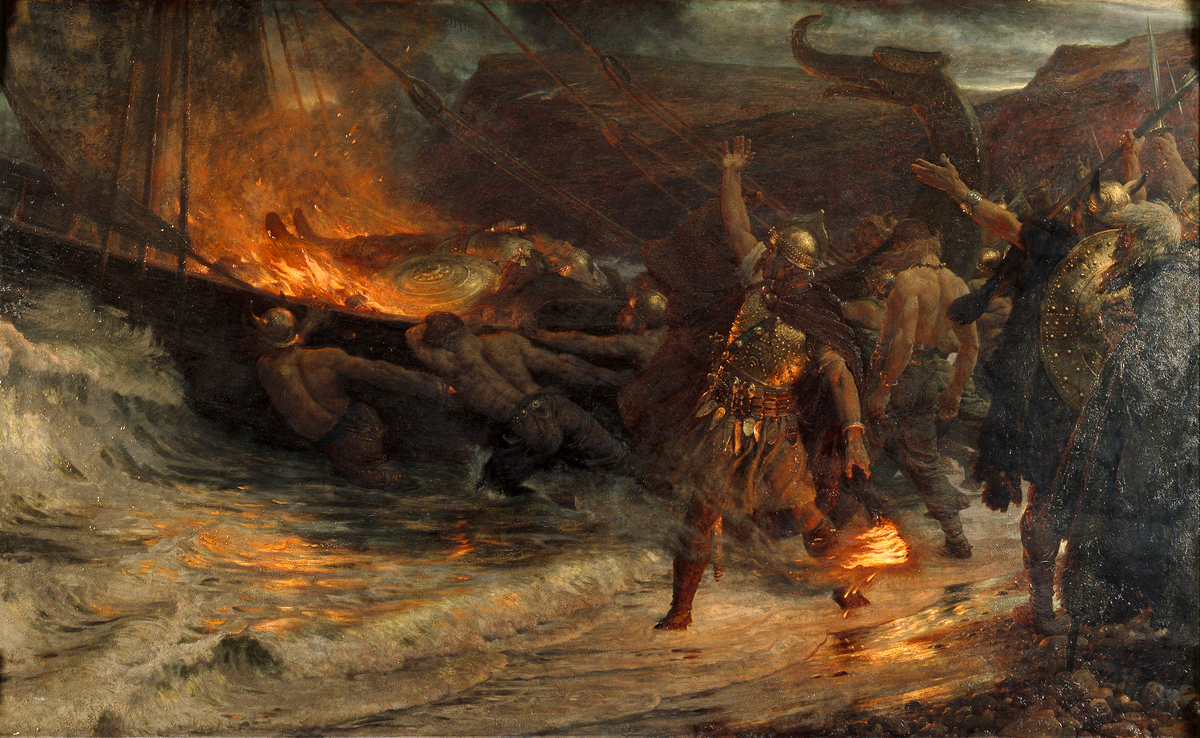
The Funeral of a Viking, 1893

## Werke (Auswahl)
- Ophelia (Mead Art Museum, Amherst, Massachusetts)
- La Belle Dame Sans Merci (Bristol Museum und Kunstgalerie)
- Romeo and Juliet (1884)